# Enthalpie de changement d'état
En thermodynamique, l'enthalpie de changement d'état (anciennement chaleur latente de changement d'état) d'un corps pur est par définition la variation d'enthalpie qui accompagne un changement d'état du corps rapportée à la quantité de matière mise en jeu lors de cette transformation. Par exemple pour le passage de l'état liquide à l'état de vapeur on parlera d'enthalpie de vaporisation. Elle est notée {\displaystyle \Delta _{a\to b}H} et exprimée en joules par mole (J mol−1) dans le Système international d'unités (unités SI). Elle peut aussi être rapportée à l'unité de masse mise en jeu lors de la transformation : elle est alors exprimée en joules par kilogramme (J kg−1) et est dite massique ou spécifique.
L'appellation ancienne « chaleur latente de changement d'état » (notée {\displaystyle L_{a\to b}}) est due à Joseph Black (1728-1799), en référence à la théorie du calorique, dominante à l'époque, qui voit la chaleur comme un fluide, une substance immatérielle, avec notamment les travaux de Joseph Fourier. L'adjectif « latente » indiquant que cette quantité est « cachée » avant d'être absorbée ou dégagée lors du changement d'état. Le changement de dénomination vers celle d'« enthalpie de changement d'état » correspond à une meilleure compréhension tant de la chaleur que des changements d'état, le terme de chaleur étant réservé au transfert d'énergie désordonnée (transfert d'énergie thermique ou transfert thermique).
Un changement d'état se traduit également par une variation d'entropie. À une température {\displaystyle T} donnée, l'entropie de changement d'état est égale à : {\displaystyle \Delta _{a\to b}S={\Delta _{a\to b}H \over T}}. Elle s'exprime en joules par kelvin mole (J K−1 mol−1) en unités SI ou encore en joules par kelvin kilogramme (J K−1 kg−1) pour l'entropie de changement d'état spécifique.

## Définitions

### Classification des changements d'état

Évolution de l'enthalpie d'un système au cours de ses changements d'état (l'axe vertical est orienté dans le sens des enthalpies croissantes)

Il existe trois états physiques principaux pour tout corps pur : l'état solide, l'état liquide et l'état gazeux. Il existe un quatrième état obtenu à très haute température où la matière se trouve sous la forme d'un plasma d'ions et d'électrons. Les liaisons sont plus fortes entre molécules (ou atomes pour les corps simples) dans l'état solide que dans l'état liquide et ces liaisons sont quasi absentes dans l'état gazeux.
Un changement d'état s'effectue à pression et à température constantes. L'énergie échangée sous forme de chaleur lors d'un changement d'état résulte de la modification (rupture ou établissement) de liaisons intermoléculaires. Pour passer d'un état où les molécules sont fortement liées à un état où elles le sont moins, il faut apporter de l'énergie à la matière pour rompre les liaisons : la variation d'énergie du corps pur est alors positive. Inversement, passer d'un état de faibles liaisons moléculaires à un état de fortes liaisons moléculaires induit une variation négative de l'énergie du corps pur. Par exemple, l'eau bout à 100 °C sous la pression d'une atmosphère (1 atm = 1 013,25 hPa) ; l'enthalpie de vaporisation spécifique de l'eau, égale à la quantité de chaleur fournie pour transformer 1 kg d'eau liquide en vapeur, est de 2 257 kJ kg−1.
Il existe toutefois des changements d'état n'impliquant aucune enthalpie de changement d'état. La classification actuelle des changements d'état se base sur la présence ou non d'une enthalpie de changement d'état :
- les transitions d'ordre 1 impliquent une enthalpie de changement d'état, comme les transitions décrites précédemment ;
- les transitions d'ordre 2 n'impliquent pas d'enthalpie de changement d'état, comme la transition conducteur-supraconducteur ou la transition fluide-superfluide (transition λ - lambda).

### Enthalpie de changement d'état
Soient {\displaystyle n} moles d'un corps pur subissant un changement d'état d'ordre 1 de l'état {\displaystyle a} à l'état {\displaystyle b} à pression {\displaystyle P_{a\to b}} et à température {\displaystyle T} constantes. Soit {\displaystyle Q} la chaleur nécessaire pour faire passer l'ensemble de ces {\displaystyle n} moles de l'état {\displaystyle a} à l'état {\displaystyle b}. Au cours d'un changement d'état d'un corps pur il y a une variation d'enthalpie {\displaystyle H} et d'entropie {\displaystyle S} du corps. Le changement d'état s'effectuant à pression constante, la chaleur {\displaystyle Q} échangée avec le milieu extérieur lors de cette transformation est égale à la variation d'enthalpie du corps pur : {\displaystyle Q=\Delta H}. On définit l'enthalpie de changement d'état, notée {\displaystyle \Delta _{a\to b}H}, par la variation totale d'enthalpie rapportée à la quantité de matière {\displaystyle n} mise en jeu dans la transformation :
avec :
- {\displaystyle \Delta H} la variation d'enthalpie de {\displaystyle n} moles d'un corps pur lors de son changement de l'état {\displaystyle a} à l'état {\displaystyle b}, exprimée en J ;
- {\displaystyle \Delta _{a\to b}H} l'enthalpie de changement d'état du corps pur, exprimée en J mol−1 ;
- {\displaystyle n} la quantité de matière du corps pur, exprimée en mol.

Soient également {\displaystyle H^{a}} l'enthalpie des {\displaystyle n} mol de corps pur à l'état {\displaystyle a} et {\displaystyle H^{b}} l'enthalpie des {\displaystyle n} mol de corps pur à l'état {\displaystyle b}, ces deux enthalpies étant définies aux pression {\displaystyle P_{a\to b}} et température {\displaystyle T} du changement d'état qui ne varient pas lors de la transformation. On a donc : {\displaystyle \Delta H=H^{b}-H^{a}}. Soient {\displaystyle {\bar {H}}^{a}} l'enthalpie molaire du corps pur à l'état {\displaystyle a} et {\displaystyle {\bar {H}}^{b}} l'enthalpie molaire du corps pur à l'état {\displaystyle b}, ces deux grandeurs étant également définies à {\displaystyle P_{a\to b}} et {\displaystyle T}. On a alors : {\displaystyle \Delta H=n\Delta _{a\to b}H=H^{b}-H^{a}=n{\bar {H}}^{b}-n{\bar {H}}^{a}} ; d'où la relation :
avec {\displaystyle {\bar {H}}^{a}} et {\displaystyle {\bar {H}}^{b}} les enthalpies molaires du corps pur respectivement dans l'état {\displaystyle a} et l'état {\displaystyle b}, à {\displaystyle P_{a\to b}} et {\displaystyle T}, exprimées en J mol−1.
La variation d'enthalpie d'une quantité de matière donnée de corps pur lors d'un changement d'un état {\displaystyle b} à un état {\displaystyle a} est toujours l'opposé de celle du changement de l'état {\displaystyle a} à l'état {\displaystyle b} dans les mêmes conditions de pression et température, d'où : 
Par exemple, l'enthalpie de liquéfaction de l'eau est l'opposé de son enthalpie de vaporisation : {\displaystyle \Delta _{\text{liq}}H=-\Delta _{\text{vap}}H}. Si l'on observe la vaporisation de l'eau à une température {\displaystyle T} donnée, la pression du changement d'état est la pression de vapeur saturante {\displaystyle P^{\text{sat}}=P^{\text{sat}}\!\left(T\right)} correspondante. Soient {\displaystyle {\bar {H}}^{\text{g,sat}}={\bar {H}}^{\text{g}}\!\left(P^{\text{sat}},T\right)} l'enthalpie molaire de l'eau sous forme gazeuse dans les conditions du changement d'état et {\displaystyle {\bar {H}}^{\text{l,sat}}={\bar {H}}^{\text{l}}\!\left(P^{\text{sat}},T\right)} l'enthalpie molaire de l'eau sous forme liquide dans les conditions du changement d'état. On a : {\displaystyle \Delta _{\text{vap}}H={\bar {H}}^{\text{g,sat}}-{\bar {H}}^{\text{l,sat}}} et {\displaystyle \Delta _{\text{liq}}H={\bar {H}}^{\text{l,sat}}-{\bar {H}}^{\text{g,sat}}}.

### Entropie de changement d'état
Lors du changement d'état la pression {\displaystyle P_{a\to b}} et la température {\displaystyle T} sont constantes, ce qui implique que la variation d'enthalpie libre {\displaystyle G} est nulle puisqu'à tout instant {\displaystyle \mathrm {d} P=0} et {\displaystyle \mathrm {d} T=0} :
{\displaystyle \mathrm {d} G=V\,\mathrm {d} P-S\,\mathrm {d} T=0}
soit, en intégrant entre l'état {\displaystyle a} et l'état {\displaystyle b} lors du changement d'état :
{\displaystyle \Delta G=G^{b}-G^{a}=0}
Puisque par définition {\displaystyle G=H-TS}, on a, à température constante :
{\displaystyle \Delta G=\left(H^{b}-TS^{b}\right)-\left(H^{a}-TS^{a}\right)=\left(H^{b}-H^{a}\right)-T\left(S^{b}-S^{a}\right)=\Delta H-T\Delta S=0}
avec {\displaystyle S^{a}} l'entropie des {\displaystyle n} moles de corps pur à l'état {\displaystyle a} et {\displaystyle S^{b}} l'entropie des {\displaystyle n} moles de corps pur à l'état {\displaystyle b}, ces deux entropies étant définies aux pression {\displaystyle P_{a\to b}} et température {\displaystyle T} du changement d'état qui ne varient pas lors de la transformation. D'où :
{\displaystyle \Delta S=n\Delta _{a\to b}S={\Delta H \over T}={n\Delta _{a\to b}H \over T}}
On définit ainsi l'entropie de changement d'état à la température {\displaystyle T} :
avec :
- {\displaystyle \Delta S} la variation d'entropie de {\displaystyle n} moles d'un corps pur lors de son changement de l'état {\displaystyle a} à l'état {\displaystyle b}, exprimée en J K−1 ;
- {\displaystyle \Delta _{a\to b}S} l'entropie de changement d'état du corps pur, exprimée en J K−1 mol−1 ;
- {\displaystyle n} la quantité de matière du corps pur, exprimée en mol ;
- {\displaystyle T} la température de changement d'état, exprimée en K.

À une température {\displaystyle T} donnée, l'entropie de vaporisation de l'eau vaut donc : {\displaystyle \Delta _{\text{vap}}S=\Delta _{\text{vap}}H/T}.
De même que pour l'enthalpie de changement d'état, on a la relation liant l'entropie de changement d'état et les entropies molaires du corps pur dans les états 1 et 2 aux pression et température de changement d'état :
avec {\displaystyle {\bar {S}}^{a}} et {\displaystyle {\bar {S}}^{b}} les enthalpies molaires du corps pur respectivement dans l'état {\displaystyle a} et l'état {\displaystyle b}, à {\displaystyle P_{a\to b}} et {\displaystyle T}, exprimées en J K−1 mol−1.
De même que pour l'enthalpie de changement d'état, la variation d'entropie d'un état {\displaystyle b} à un état {\displaystyle a} est toujours l'opposé de celle du passage de l'état {\displaystyle a} à l'état {\displaystyle b} : 

### Dépendance de l'enthalpie de changement d'état

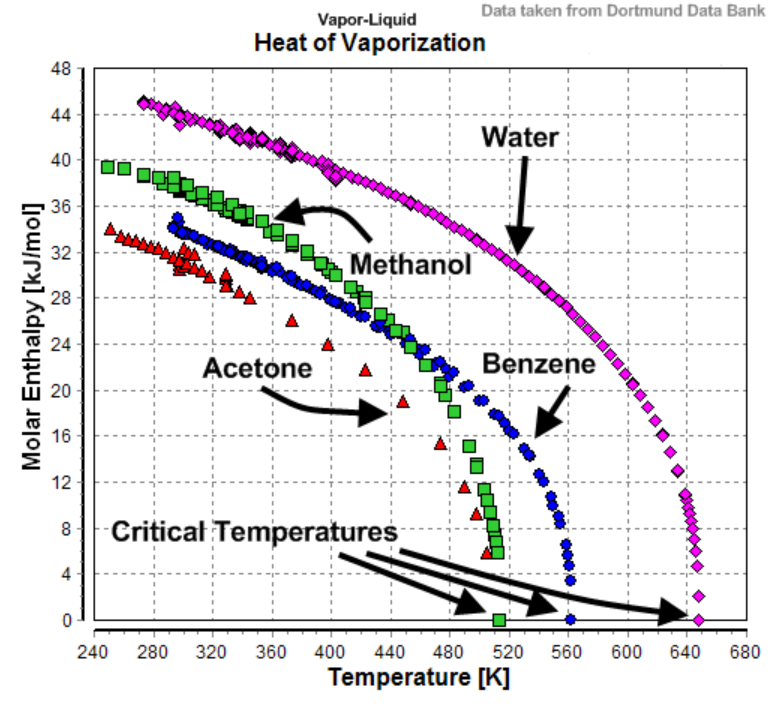
Enthalpies de vaporisation de l'eau, du méthanol, du benzène et de l'acétone en fonction de la température.

Les enthalpies molaires {\displaystyle {\bar {H}}} d'un corps pur dépendent de la pression {\displaystyle P} et de la température {\displaystyle T}, mais pas de la quantité de matière {\displaystyle n} : {\displaystyle {\bar {H}}={\bar {H}}\!\left(P,T\right)}. L'enthalpie de changement d'état dépend donc de la pression {\displaystyle P_{a\to b}} et de la température {\displaystyle T} du changement d'état, mais pas de la quantité de matière :
{\displaystyle \Delta _{a\to b}H=\Delta _{a\to b}H\!\left(P_{a\to b},T\right)={\bar {H}}^{b}\!\left(P_{a\to b},T\right)-{\bar {H}}^{a}\!\left(P_{a\to b},T\right)}
Or la pression {\displaystyle P_{a\to b}} et la température {\displaystyle T} de changement d'état sont liées de façon univoque : {\displaystyle P_{a\to b}=P_{a\to b}\!\left(T\right)}. Par exemple dans le cas de la vaporisation d'un corps pur, à une température donnée il n'existe qu'une seule pression de vaporisation, ou pression de vapeur saturante, correspondante, et réciproquement, à une pression de vapeur saturante ne correspond qu'une seule température. Aussi l'enthalpie de changement d'état n'est-elle fonction que d'une seule variable, la température :

### Notations
Ces notations sont recommandées par l'UICPA, l'UIPPA et l'ISO.
L'enthalpie de fusion {\displaystyle \Delta _{\text{fus}}H} d'un composé chimique est la différence d'enthalpie mise en jeu lors de la fusion d'une mole de ce composé par absorption d'énergie. L'enthalpie de fusion massique des métaux est comprise entre 4  et   16 kJ kg-1, sauf rares exceptions.
L'enthalpie de solidification est l'opposé de l'enthalpie de fusion : {\displaystyle -\Delta _{\text{fus}}H}.
L'enthalpie de vaporisation {\displaystyle \Delta _{\text{vap}}H} d'un composé chimique est la différence d'enthalpie mise en jeu lors de la vaporisation d'une mole de ce composé par absorption d'énergie.
L'enthalpie de liquéfaction est l'opposé de l'enthalpie de vaporisation : {\displaystyle -\Delta _{\text{vap}}H}.
L'enthalpie de sublimation {\displaystyle \Delta _{\text{sub}}H} d'un composé chimique est la différence d'enthalpie mise en jeu lors de la sublimation d'une mole de ce composé par absorption d'énergie.
L'enthalpie de condensation est l'opposé de l'enthalpie de sublimation : {\displaystyle -\Delta _{\text{sub}}H}.

## Applications

### Enthalpie et entropie d'un corps pur en cours de changement d'état
En cours de changement d'état, les {\displaystyle n} moles de corps pur se répartissent en {\displaystyle n^{a}} moles dans l'état {\displaystyle a} et {\displaystyle n^{b}} moles dans l'état {\displaystyle b}, avec {\displaystyle n=n^{a}+n^{b}}. En définissant {\displaystyle \tau ^{b}={n^{b} \over n}} la fraction de corps pur dans l'état {\displaystyle b} on a :
{\displaystyle n^{a}=\left(1-\tau ^{b}\right)n}
{\displaystyle n^{b}=\tau ^{b}n}
L'enthalpie globale {\displaystyle H} et l'entropie globale {\displaystyle S} du corps pur biphasique s'écrivent respectivement en fonction des grandeurs molaires des deux phases :
{\displaystyle H=n^{a}{\bar {H}}^{a}+n^{b}{\bar {H}}^{b}}
{\displaystyle S=n^{a}{\bar {S}}^{a}+n^{b}{\bar {S}}^{b}}
d'où, en introduisant la fraction de corps pur dans l'état {\displaystyle b} :
On notera que les enthalpies et entropies molaires des deux phases pour un corps pur ne dépendent que de la pression et de la température. La pression et la température étant constantes lors du changement d'état, les enthalpies et entropies molaires des deux phases sont donc constantes au cours de la transformation. On a ainsi :
- lorsque le corps pur est entièrement dans l'état {\displaystyle a} ({\displaystyle n^{a}=n}, {\displaystyle n^{b}=0}, {\displaystyle \tau ^{b}=0}) : {\displaystyle H=n{\bar {H}}^{a}} et {\displaystyle S=n{\bar {S}}^{a}} ;
- lorsque le corps pur est entièrement dans l'état {\displaystyle b} ({\displaystyle n^{a}=0}, {\displaystyle n^{b}=n}, {\displaystyle \tau ^{b}=1}) : {\displaystyle H=n{\bar {H}}^{b}} et {\displaystyle S=n{\bar {S}}^{b}}.

Les grandeurs molaires étant liées par les relations :
{\displaystyle {\bar {H}}^{b}={\bar {H}}^{a}+\Delta _{a\to b}H}
{\displaystyle {\bar {S}}^{b}={\bar {S}}^{a}+\Delta _{a\to b}S={\bar {S}}^{a}+{\Delta _{a\to b}H \over T}}
on peut également écrire :
avec :
- {\displaystyle H} l'enthalpie du corps pur biphasique à {\displaystyle P_{a\to b}} et {\displaystyle T}, exprimée en J ;
- {\displaystyle {\bar {H}}^{a}} et {\displaystyle {\bar {H}}^{b}} les enthalpies molaires du corps pur respectivement dans l'état {\displaystyle a} et l'état {\displaystyle b}, à {\displaystyle P_{a\to b}} et {\displaystyle T}, exprimées en J mol−1 ;
- {\displaystyle S} l'entropie du corps pur biphasique à {\displaystyle P_{a\to b}} et {\displaystyle T}, exprimée en J K−1 ;
- {\displaystyle {\bar {S}}^{a}} et {\displaystyle {\bar {S}}^{b}} les entropies molaires du corps pur respectivement dans l'état {\displaystyle a} et l'état {\displaystyle b}, à {\displaystyle P_{a\to b}} et {\displaystyle T}, exprimées en J K−1 mol−1 ;
- {\displaystyle n} la quantité de matière du corps pur, exprimée en mol ;
- {\displaystyle T} la température de changement d'état, exprimée en K ;
- {\displaystyle \tau ^{b}} la fraction molaire globale de corps pur dans l'état {\displaystyle b}, avec {\displaystyle n^{b}} le nombre de moles du corps pur dans l'état {\displaystyle b} : {\displaystyle \tau ^{b}=n^{b}/n}.

On pourra écrire des relations similaires à l'aide du ratio {\displaystyle \tau ^{a}={n^{a} \over n}=1-\tau ^{b}} :

### Formule de Clapeyron
La pression, la température, les volumes molaires des deux phases et l'enthalpie de changement d'état sont liés par la formule de Clapeyron :
avec :
- {\displaystyle T} la température de changement d'état (en kelvins, K) ;
- {\displaystyle P_{a\to b}} la pression de changement d'état à la température {\displaystyle T} (en pascals, Pa) ;
- {\displaystyle \Delta _{a\to b}H} l'enthalpie de changement d'état du changement d'état de la phase {\displaystyle a} à la phase {\displaystyle b} à la température {\displaystyle T} (en joules par mole, J mol) ;
- {\displaystyle \Delta _{a\to b}V={\bar {V}}^{b}-{\bar {V}}^{a}} la différence des volumes molaires du corps pur respectivement dans les phases {\displaystyle b} et {\displaystyle a} à la température {\displaystyle T} et sous la pression {\displaystyle P_{a\to b}} (en mètres cubes par mole, m3 mol−1).

Cette formule n'est valable que dans le cas d'une transition de phase du premier ordre. Pour les transitions de phase du deuxième ordre, qui ont lieu sans enthalpie de changement d'état, c'est-à-dire sans transfert de chaleur, voir les formules d'Ehrenfest.

### Utilisation
Comme l'enthalpie de changement d'état représente une énergie relâchée (transformation exothermique) ou absorbée (transformation endothermique) lors du changement, elle est une quantité importante en chimie et en physique. Elle doit en effet être prise en compte pour évaluer les conditions dans lesquelles se produiront une expérience ou un procédé. Par exemple un corps chauffé se dilate, mais si l'expérience se passe au point de fusion dans un bac de glace, une partie de l'énergie sera absorbée par le changement d'état de la glace à l'eau ce qui diminuera l'expansion.
La chaleur latente est aussi un concept largement utilisé en météorologie. Le flux d'énergie reçu à la surface de la Terre et absorbé par l'atmosphère terrestre sert à réchauffer l'air et à permettre l'évaporation de l'eau des mers dans la troposphère. De manière inverse, les mouvements verticaux de l'air permettent la condensation et la congélation de l'eau en nuages et en précipitations. Chaque changement d'état provoque l'absorption ou le relâchement de chaleur qu'il faut intégrer dans le bilan énergétique, ce qui influence la circulation atmosphérique. Le flux de chaleur latente est communément mesuré par le rapport de Bowen.

### Quelques valeurs
Le tableau suivant rapporte quelques valeurs à pression atmosphérique normale (101 325 Pa).
| Substance               | Enthalpie de fusion kJ kg−1 | Température de fusion °C | Enthalpie de vaporisation kJ kg−1 | Température d'ébullition °C    |
| ----------------------- | --------------------------- | ------------------------ | --------------------------------- | ------------------------------ |
| Éthanol                 | 108                         | −114                     | 855                               | 78,30                          |
| Ammoniac                | 332,17                      | −77,74                   | 1 369                             | −33,34                         |
| Dioxyde de carbone, CO2 | 184                         | −78,50 (sublimation)     | 574                               | −56,70 (ébullition, à 5,1 atm) |
| Hélium                  |                             |                          | 21                                | −268,93                        |
| Dihydrogène             | 58                          | −259                     | 455                               | −253                           |
| Plomb                   | 23                          | 327,5                    | 871                               | 1 750                          |
| Diazote                 | 25,70                       | −210                     | 200                               | −196                           |
| Dioxygène               | 13,90                       | −219                     | 213                               | −183                           |
| Réfrigérant R134a       |                             | −101,0                   | 215,9                             | −26,6                          |
| Réfrigérant R152a       |                             | −116                     | 326,5                             | −25                            |
| Toluène                 | 72,10                       | −93                      | 351                               | 110,60                         |
| Térébenthine            |                             |                          | 293                               |                                |
| Eau                     | 334                         | 0                        | 2 264,76                          | 100                            |